# رسم عسان
رسم عسان  قرية سوريّة تتبع إداريّاً لمحافظة حلب منطقة جبل سمعان ناحية مركز جبل سمعان، بلغ تعداد سكانها 2105 نسمة حسب التعداد السكاني لعام 2014.